# Guvernul Constantin Dăscălescu (2)
Guvernul Constantin Dăscălescu (2) a fost un consiliu de miniștri care a guvernat România în perioada 29 martie 1985 - 22 decembrie 1989.
A demisionat ca urmare a consecințelor Revoluției Române din 17-25 decembrie 1989. 
La 4 zile a fost urmat de o guvernare de tranziție.

## Componența
- Prim-ministru al Guvernului

Constantin Dăscălescu (29 martie 1985 - 22 decembrie 1989)

### Vicepreședinți ai Consiliului de Miniștri
- Prim-viceprim-ministru al Guvernului

Elena Ceaușescu (29 martie 1985 - 22 decembrie 1989)
- Prim-viceprim-ministru al Guvernului

Gheorghe Oprea (29 martie 1985 - 22 decembrie 1989)
- Prim-viceprim-ministru al Guvernului

Ion Dincă (29 martie 1985 - 22 decembrie 1989)
- Viceprim-ministru al Guvernului

Ludovic Fazekas (29 martie 1985 - 22 decembrie 1989)
- Viceprim-ministru al Guvernului

Gheorghe Petrescu (29 martie 1985 - 29 septembrie 1987)
- Viceprim-ministru al Guvernului

Alexandrina Găinușe (29 martie 1985 - 17 iunie 1986)
Aneta Spornic (17 iunie 1986 - 11 septembrie 1987)
Viceprim-ministru al Guvernului
Ion M. Nicolae (29 martie 1985 - 26 august 1986)
Viceprim-ministru al Guvernului
Ioan Totu (29 martie 1985 - 26 august 1986)
Viceprim-ministru al Guvernului
Ioan Avram (29 martie - 17 octombrie 1985)
Viceprim-ministru al Guvernului
Nicolae Constantin (29 martie 1985 - 14 aprilie 1987)
Neculai Ibănescu (14 aprilie 1987 - 17 martie 1989)
Viceprim-ministru al Guvernului
Ion C. Petre (8 noiembrie 1985 - 11 septembrie 1987)
Viceprim-ministru al Guvernului
Cornel Pacoste (26 august 1986 - 22 decembrie 1989)
Viceprim-ministru al Guvernului
Dimitrie Ancuța (26 august 1986 - 11 septembrie 1987)
Viceprim-ministru al Guvernului
Ștefan Andrei (11 septembrie 1987 - 22 decembrie 1989)
Viceprim-ministru al Guvernului
Ion Constantinescu (11 septembrie 1987 - 29 aprilie 1988)
Barbu Petrescu (29 aprilie - 16 noiembrie 1988)
Ion Radu (16 noiembrie 1988 - 22 decembrie 1989)
Viceprim-ministru al Guvernului
Lina Ciobanu (12 septembrie 1987 - 22 decembrie 1989)
Viceprim-ministru al Guvernului
Constantin Radu (30 septembrie 1987 - 20 mai 1988)

### Miniștri
- Ministrul de interne

George Homoștean (29 martie 1985 - 3 octombrie 1987)
Tudor Postelnicu (3 octombrie 1987 - 22 decembrie 1989)
- Ministrul de externe

Ștefan Andrei (29 martie - 8 noiembrie 1985)
Ilie Văduva (8 noiembrie 1985 - 26 august 1986)
Ioan Totu (26 august 1986 - 2 noiembrie 1989)
Ion Stoian (2 noiembrie - 22 decembrie 1989)
- Ministrul justiției

Gheorghe Chivulescu (29 martie 1985 - 3 octombrie 1987)
Maria Bobu (3 octombrie 1987 - 22 decembrie 1989)
- Ministrul apărării naționale

Constantin Olteanu (29 martie - 16 decembrie 1985)
Vasile Milea (16 decembrie 1985 - 22 decembrie 1989)
- Președintele Comitetului de Stat al Planificării (cu rang de ministru) (din 3 noiembrie 1989 a purtat denumirea de președinte al Comitetului de Stat al Planificării și Aprovizionării Tehnico-Materiale)

Ștefan Bârlea (29 martie 1985 - 17 iunie 1988)
Radu Bălan (20 iunie 1988 - 2 noiembrie 1989)
Ioan Totu (3 noiembrie - 22 decembrie 1989)
- Ministrul finanțelor

Petre Gigea (29 martie 1985 - 26 august 1986)
Alexandru Babe (26 august 1986 - 5 decembrie 1987)
Gheorghe Paraschiv (5 decembrie 1987 - 17 martie 1989)
Ion Pățan (27 martie - 22 decembrie 1989)
- Ministerul industriei metalurgice

Neculai Agachi (29 martie - 16 decembrie 1985)
Marin Enache (16 decembrie 1985 - 22 decembrie 1989)
- Ministrul industriei chimice

Gheorghe Dinu (29 martie 1985 - 22 decembrie 1989)
- Ministrul industriei petrochimice

Adrian Stoica (10 august 1985 - 22 decembrie 1989)
- Ministrul minelor (între 20 iunie 1986 și 3 septembrie 1987, Ministerul Minelor a fost desființat)

Marin Ștefanache (29 martie - 18 octombrie 1985)
Ilie Verdeț (18 octombrie 1985 - 20 iunie 1986)
Marin Ștefanache (3 septembrie 1987 - 23 noiembrie 1988)
Irimie Catargiu (23 noiembrie 1988 - 22 decembrie 1989)
- Ministrul petrolului (între 20 iunie 1986 și 3 septembrie 1987, Ministerul Petrolului a fost desființat)

Ilie Câșu (29 martie 1985 - 20 iunie 1986)
Nicolae Amza (3 septembrie 1987 - 22 decembrie 1989)
- Ministrul geologiei (la 20 iunie 1986, Ministerul Geologiei a fost desființat)

Ioan Folea (29 martie 1985 - 20 iunie 1986)
- Ministrul minelor, petrolului și geologiei (la 3 septembrie 1987, Ministerul Minelor, Petrolului și Geologiei a fost desființat)

Ioan Folea (20 iunie 1986 - 3 septembrie 1987)
- Ministrul energiei electrice

Nicolae Bușui (29 martie - 17 octombrie 1985)
Ion Licu (17 octombrie 1985 - 7 martie 1986)
Ioan Avram (7 martie 1986 - 29 septembrie 1987)
Petre Fluture (30 septembrie 1987 - 22 decembrie 1989)
- Ministrul industrializării lemnului și materialelor de construcții

Richard Winter (29 martie 1985 - 1 septembrie 1987)
Gheorghe Constantinescu (1 septembrie 1987 - 22 decembrie 1989)
- Ministrul construcțiilor industriale

Ion C. Petre (29 martie - 8 noiembrie 1985)
Ioan Avram (8 noiembrie 1985 - 7 martie 1986)
Alexandru Dimitriu (1 aprilie 1986 - 22 decembrie 1989)
- Ministrul industriei construcțiilor de mașini

Alexandru Necula (29 martie - 28 iulie 1985)
Marin Nedelcu (28 iulie 1985 - 6 mai 1987)
Șerban Teodorescu (6 mai 1987 - 20 mai 1988)
Radu Paul Păunescu (20 mai - 16 noiembrie 1988)
Alexandru Roșu (16 noiembrie 1988 - 24 ianuarie 1989)
Eugeniu Rădulescu (3 februarie - 22 decembrie 1989)
- Ministrul industriei de utilaj greu (la 20 mai 1988, Ministerul Industriei de Utilaj Greu a fost desființat)

Mihai Moraru (28 iulie 1985 - 1 septembrie 1987)
Gheorghe Dinu (1 septembrie 1987 - 3 februarie 1988)
Radu Paul Păunescu (3 februarie - 20 mai 1988)
- Ministrul industriei electrotehnice

Alexandru Necula (28 iulie 1985 - 3 octombrie 1987)
Nicolae Vaidescu (3 octombrie 1987 - 22 decembrie 1989)
- Ministrul industriei ușoare

Ion Pățan (29 martie 1985 - 5 mai 1986)
Alexandrina Găinușe (5 mai 1986 - 3 februarie 1987)
Lina Ciobanu (3 februarie - 12 septembrie 1987)
Maria Flucsă (12 septembrie 1987 - 22 decembrie 1989)
- Ministrul agriculturii și industriei alimentare (din 20 decembrie 1985 a purtat denumirea de ministrul agriculturii)

Gheorghe David (29 martie 1985 - 22 decembrie 1989)
- Ministrul silviculturii

Ion Cioară (29 martie 1985 - 17 ianuarie 1986)
Eugen Tarhon (17 ianuarie 1986 - 22 decembrie 1989)
- Ministrul industriei alimentare și al achiziționării produselor agricole (din 18 ianuarie 1988 a purtat denumirea de ministru al industriei alimentare)

Gheorghe Pană (16 decembrie 1985 - 11 iulie 1986)
Paula Prioteasa (11 iulie 1986 - 22 decembrie 1989)
- Ministrul contractării și achiziționării produselor agricole

Constantin Zanfir (18 ianuarie 1988 - 22 decembrie 1989)
- Ministrul comerțului interior

Ana Mureșan (29 martie 1985 - 22 decembrie 1989)
- Ministrul comerțului exterior și cooperării economice internaționale

Vasile Pungan (29 martie 1985 - 26 august 1986)
Ilie Văduva (26 august 1986 - 17 iunie 1988)
Ioan Ungur (22 iunie 1988 - 22 decembrie 1989)
- Ministrul Aprovizionării Tehnico-Materiale și Controlului Gospodăririi Fondurilor Fixe (la 3 noiembrie 1989 Ministerul a fost desființat)

Petre Preoteasa (29 martie 1985 - 3 octombrie 1987)
Ion C. Petre (3 octombrie 1987 - 29 aprilie 1988)
Gheorghe Stoica (29 aprilie 1988 - 3 noiembrie 1989)
- Ministrul transporturilor și telecomunicațiilor

Vasile Bulucea (29 martie 1985 - 9 august 1986)
Pavel Aron (9 august 1986 - 22 decembrie 1989)
- Ministrul turismului

Ion Stănescu (29 martie 1985 - 22 decembrie 1989)
- Ministrul sănătății

Victor Ciobanu (29 martie 1985 - 22 decembrie 1989)
- Ministrul muncii

Maxim Berghianu (29 martie 1985 - 22 decembrie 1989)
- Ministrul educației și învățământului

Ion Teoreanu (29 martie 1985 - 22 decembrie 1989)
- Ministrul pentru Problemele Tineretului (în calitate de prim-secretar al C.C. al U.T.C.)

Nicu Ceaușescu (29 martie 1985 - 17 octombrie 1987)
Ioan Toma (17 octombrie 1987 - 22 decembrie 1989)

### Miniștri secretari de stat
- Ministru secretar de stat la Ministerul de Interne și șef al Departamentului Securității Statului

Tudor Postelnicu (29 martie 1985 - 3 octombrie 1987)
Iulian Vlad (3 octombrie 1987 - 22 decembrie 1989)
- Ministru secretar de stat la Ministerul de Externe

Aurel Duma (29 martie 1985 - 22 decembrie 1989)
- Ministru secretar de stat la Ministerul Agriculturii și Industriei Alimentare, Șef al Departamentului Industriei Alimentare

Marin Capisizu (29 martie 1985 – 20 decembrie 1985)
- Ministru secretar de stat la Ministerul Agriculturii și Industriei Alimentare, Șef al Departamentului pentru Contractarea, Achiziționarea și Păstrarea Produselor Agricole

Ion Albulețu (29 martie - 10 iulie 1985)
Teodor Roman (10 iulie - 20 decembrie 1985)
- Ministru secretar de stat la Ministerul Agriculturii și Industriei Alimentare, Șef al Departamentului Agriculturii de Stat

Costel Eremia (29 martie - 14 mai 1985)
Florea Gruia (14 mai 1985 - 16 iunie 1989)
Viorel Vizureanu (16 iunie - 22 decembrie 1989)
- Ministru secretar de stat la Ministerul Agriculturii și Industriei Alimentare

Ferdinand Nagy (29 martie 1985 - 22 decembrie 1989)
- Ministru secretar de stat la Ministerul Aprovizionării Tehnico-Materiale și Controlului Gospodăririi Fondurilor Fixe

Dumitru Bejan (29 martie 1985 - 12 decembrie 1988)
- Ministru secretar de stat, șef al Departamentului Aprovizionării Tehnico-Materiale la Comitetul de Stat al Planificării și Aprovizionării Tehnico-Materiale

Gheorghe Stoica (3 noiembrie - 22 decembrie 1989)
- Ministru secretar de stat la Ministerul Industriei Construcțiilor de Mașini

Mihai Moraru (29 martie - 28 iulie 1985)
- Ministru secretar de stat la Ministerul Industriei Construcțiilor de Mașini

Vasile Baltac (29 martie - 28 iulie 1985)
- Ministru secretar de stat la Ministerul Industriei Construcțiilor de Mașini

Ion Licu (29 martie - 28 iulie 1985)
- Ministru secretar de stat la Ministerul Industriei Chimice

Adrian Stoica (29 martie - 10 august 1985)
- Ministru secretar de stat la Ministerul Comerțului Exterior și Cooperării Economice Internaționale

Alexandru Roșu (29 martie 1985 - 15 ianuarie 1987)
Traian Dudaș (15 ianuarie - 11 septembrie 1987)
Cornel Pânzaru (11 septembrie 1987 - 22 decembrie 1989)
- Ministru secretar de stat la Ministerul Comerțului Exterior și Coooperării Economice Internaționale

Gheorghe Cazan (29 martie 1985 - 11 septembrie 1987)
Constantin Stanca (29 septembrie 1987 - 17 iunie 1988)
Alexandru Necula (22 iunie 1988 - 22 decembrie 1989)
- Șef al Centralei-Departament a Geologiei (cu grad de ministru secretar de stat)

Ioan Folea (3 septembrie 1987 - 22 decembrie 1989)
- Președintele Consiliului Culturii și Educației Socialiste

Suzana Gâdea (29 martie 1985 - 22 decembrie 1989)
- Președintele Consiliului Național pentru Știință și Tehnologie (cu rang de ministru)

Elena Ceaușescu (29 martie 1985 - 22 decembrie 1989)
- Prim-vicepreședintele Consiliului Național pentru Știință și Tehnologie (cu rang de ministru)

Ioan Ursu (29 martie 1985 - 22 decembrie 1989)
- Ministru secretar de stat la Consiliul Național pentru Știință și Tehnologie

Emilian Dobrescu (29 martie 1985 - 9 decembrie 1988)
- Ministru secretar de stat la Consiliul Național pentru Știință și Tehnologie

Mihail Florescu (29 martie 1985 - 22 decembrie 1989)
- Președintele Comitetului pentru Problemele Consiliilor Populare (cu rang de ministru)

Teodor Coman (29 martie 1985 - 26 august 1986)
Gheorghe Pană (26 august 1986 - 22 decembrie 1989)
- Prim-vicepreședinte al Comitetului de Stat al Planificării (cu rang de ministru secretar de stat)

Ion Ceaușescu (29 martie 1985 - 22 decembrie 1989)
- Ministru secretar de stat la Comitetul de Stat al Planificării

Ion Constantinescu (29 martie 1985 - 11 septembrie 1987)
Barbu Petrescu (29 septembrie 1987 - 29 aprilie 1988)
Vasile Bulucea (14 mai 1988 - 20 octombrie 1989)
Șerban-Dumitru Teodorescu (11 - 22 decembrie 1989)
- Președintele Comitetului de Stat pentru Prețuri (cu rang de ministru secretar de stat)

Aneta Spornic (29 martie 1985 - 17 iunie 1986)
Ion Pățan (17 iunie 1986 - 22 decembrie 1989)
- Președintele Consiliului Național pentru Protecția Mediului Înconjurător (cu rang de ministru)

Ion Badea (11 iulie 1986 - 22 decembrie 1989)
- Președintele Consiliului Național al Apelor (cu rang de ministru)

Ion Badea (29 martie 1985 - 22 decembrie 1989)
- Președintele Comitetului de Stat pentru Energie Nucleară (cu rang de ministru)

Cornel Mihulecea (29 martie 1985 - 22 decembrie 1989)
- Președintele Uniunii Naționale a Cooperativelor Agricole de Producție (cu rang de ministru)

Vasile Marin (29 martie 1985 - 22 decembrie 1989)
- Președintele Departamentului Cultelor (cu rang de ministru)

Ion Cumpănașu (29 martie 1985 - 22 decembrie 1989)

## Sursa
- Stelian Neagoe - "Istoria guvernelor României de la începuturi - 1859 până în zilele noastre - 1995" (Ed. Machiavelli, București, 1995)
- Rompres Arhivat în 11 februarie 2007, la Wayback Machine.

| Precedat(ă) de: Guvernul Constantin Dăscălescu (1) | Guvernul Constantin Dăscălescu (2) 29 martie 1985 - 22 decembrie 1989 | Succedat(ă) de: Guvernul Petre Roman (1) |